# السوبر كلاسيكو
السوبر كلاسيكو (بالبرتغالية: Superclássico das Américas‏) (بالإسبانية: Superclásico de las Américas)‏ (بالإنجليزية: The Americas' Super Derby)‏، هي مباراة كرة قدم سنوية تقام منذ عام 2011، بين منتخبي الأرجنتين والبرازيل، كبطولة بديلة لكأس روكا تنظم من قبل كل من اتحاد الأرجنتين لكرة القدم والاتحاد البرازيلي لكرة القدم. فازت بها البرازيل أربع مرات بينما فازت بها الأرجنتين مرتين.

## التاريخ

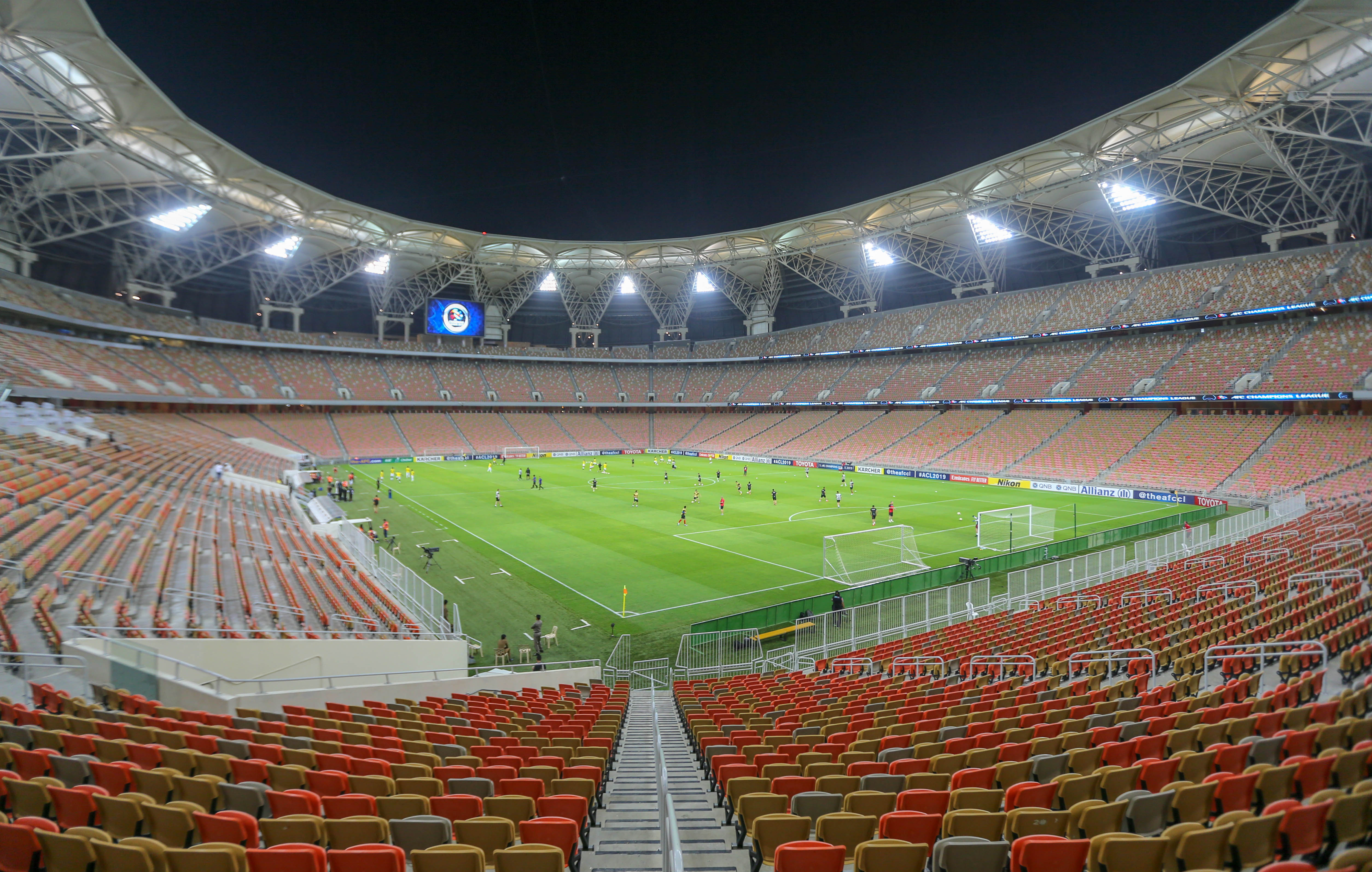
مدينة الملك عبد الله الرياضية إستضاف مباراة السوبر كلاسيكو في 2019

أقيمت البطولة على مباراتين في عامي 2011 و2012، مباراة في الأرجنتين والأخرى في البرازيل. الفريق الذي يستضيف مباراة الذهاب سيتناوب مع كل نسخة ؛ تم تحديد موقع مباراة الذهاب في النسخة الأولى من خلال القرعة. البلد الذي يجمع أكبر عدد من النقاط بعد المباراتين سيفوز بالمسابقة ، يليه فارق الأهداف وركلات الترجيح إذا لزم الأمر. تم تغيير الشكل في عام 2014 والآن تجري اللعبة على أساس مباراة لمرة واحدة في مكان محايد.
في نسختي 2011 و 2012 ، تألفت فرق كل فريق من لاعبي كرة قدم يلعبون في الدوري الأرجنتيني أو البرازيلي. ومع ذلك ، تم تغيير هذه القاعدة لإصدار 2014 ويمكن لكلا الفريقين الآن استدعاء اللاعبين الموجودين في بلدان أخرى ، مثل تلك الموجودة في أوروبا. في عام 2019، تعرض ليونيل ميسي للاعتراض على فوزه بالكأس من قبل عشاق كريستيانو رونالدو ، حيث اعتبروه كأس ميكي ماوس.

## سجل البطولة
| السنة | المستضيف                                           | النتيجة      | الضيف     | الملعب                        | المدينة               |
| ----- | -------------------------------------------------- | ------------ | --------- | ----------------------------- | --------------------- |
| 2011  | الأرجنتين                                          | 0–0          | البرازيل  | ملعب ماريو ألبيرتو كيمبس      | كوردوبا، الأرجنتين    |
| 2011  | البرازيل                                           | 2–0          | الأرجنتين | استاد أوليمبيكو دو بارا       | بيليم، البرازيل       |
| 2011  | فازت البرازيل بمجموع المبارتين 2–0.                |              |           |                               |                       |
| 2012  | البرازيل                                           | 2–1          | الأرجنتين | استاد سيرا دورادا             | غويانيا، البرازيل     |
| 2012  | الأرجنتين                                          | 2–1 (3–4 ج.) | البرازيل  | ملعب ألبرتو خ. أرماندو        | بوينس آيرس، الأرجنتين |
| 2012  | فازت البرازيل بنتيجة 4–3 بواسطة الركلات الترجيحية. |              |           |                               |                       |
| 2014  | البرازيل                                           | 2–0          | الأرجنتين | ملعب بكين الوطني              | بكين، الصين           |
| 2017  | الأرجنتين                                          | 1–0          | البرازيل  | ملعب ملبورن للكريكيت          | ملبورن، أستراليا      |
| 2018  | البرازيل                                           | 1–0          | الأرجنتين | مدينة الملك عبد الله الرياضية | جدة، السعودية         |
| 2019  | البرازيل                                           | 0–1          | الأرجنتين | ملعب جامعة الملك سعود         | الرياض، السعودية      |

## الإحصائيات

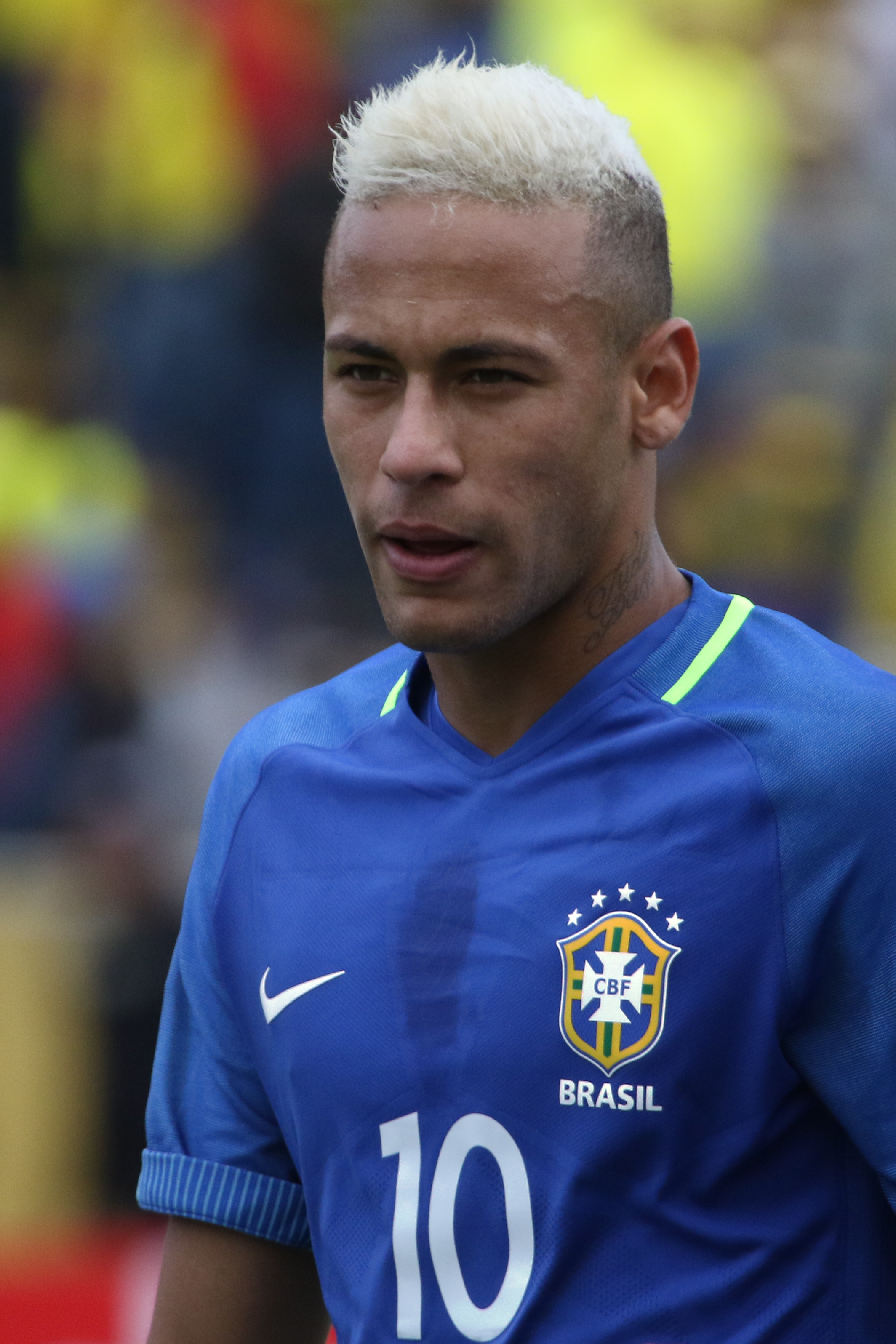
نيمار الهداف التاريخي لبطولة السوبر كلاسيكو

### الألقاب حسب البلد
| المنتخب   | عدد الألقاب | سنوات الفوز            |
| --------- | ----------- | ---------------------- |
| البرازيل  | 4           | 2011، 2012، 2014، 2018 |
| الأرجنتين | 2           | 2017، 2019             |

### الهدافون
- اغناسيو مارتن سكوكو: 2
- خوان مانويل مارتنيز: 1
- غابرييل ميركادو: 1
- ليونيل ميسي: 1
- نيمار: 2
- دييغو تارديلي: 2
- ميراندا: 1
- لوكاس مورا: 1
- فريد: 1